# Lachapelle-Graillouse
Lachapelle-Graillouse település Franciaországban, Ardèche megyében. Lakosainak száma 188 fő (2022. január 1.). Lachapelle-Graillouse Coucouron, Issanlas, Issarlès, Le Lac-d'Issarlès, Saint-Cirgues-en-Montagne és Lafarre községekkel határos.

## Népesség
A település népességének változása:
| Lakosok száma | 546  | 376  | 293  | 230  | 226  | 205  | 199  | 192  | 191  | 188  |
|               | 1968 | 1982 | 1990 | 2006 | 2013 | 2015 | 2017 | 2019 | 2020 | 2022 |